# Crassocephalum rubens
Crassocephalum rubens es una especie de planta anual erecta perteneciente a la familia de las asteráceas. Sus hojas mucilaginosas se utilizan como un vegetal seco o fresco en una variedad de platos, y como planta medicinal para varias enfermedades diferentes.

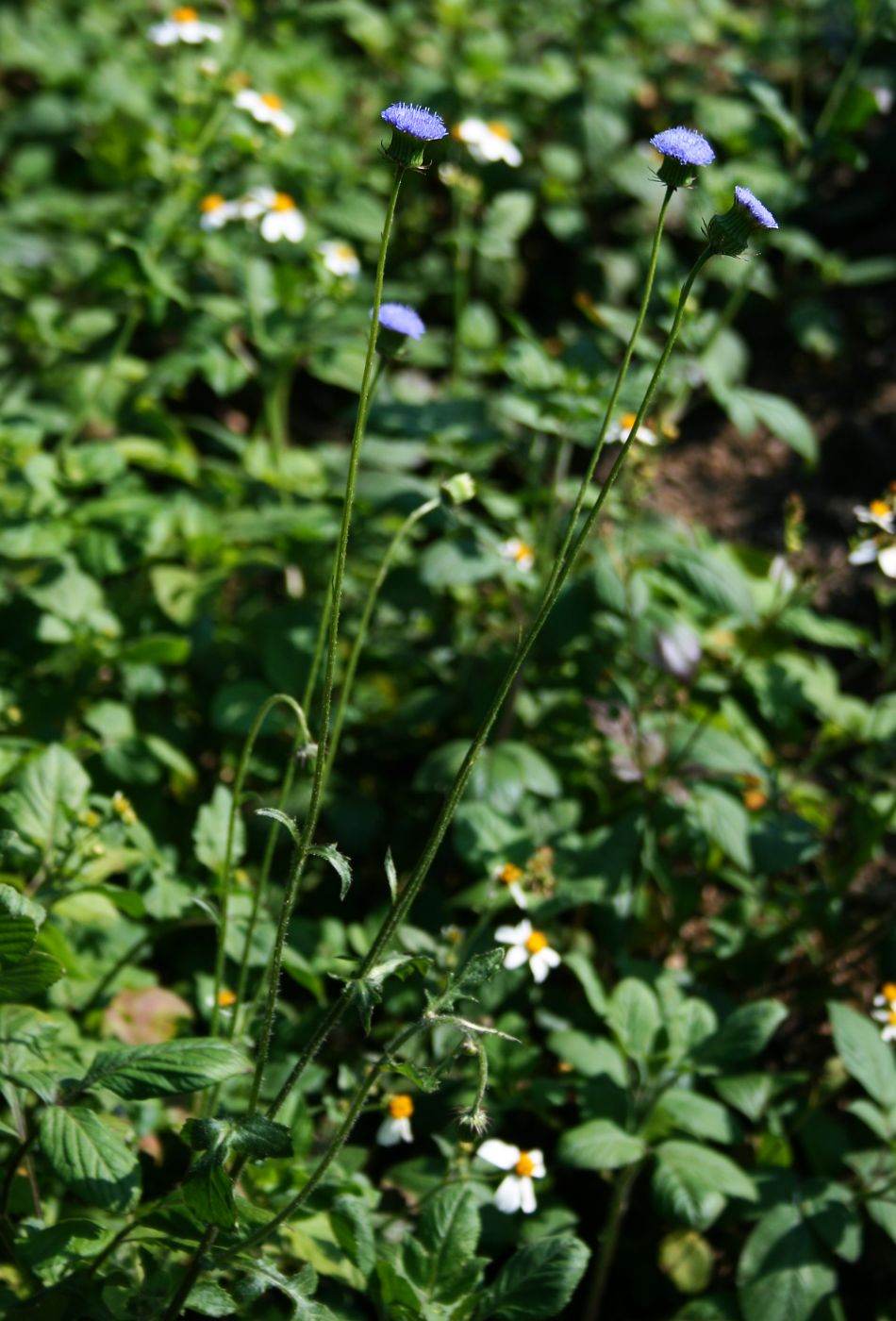
Vista de la planta

## Descripción
Una hierba erecta que alcanza 1 m de altura, de los terrenos alterados abiertos en las tierras bajas y zonas montañosas de Guinea y Mali hasta el W Camerún, y generalizada en el trópico. 

## Usos
La plántula entera y las hojas semi-suculentas son mucilaginosas y se comen en sopas y salsas. En los lugares en que la planta se cultiva  es un artículo de comercio en el mercado.  Las hojas son ligeramente laxantes. En la zona del Monte Nimba de Liberia que se les da a las mujeres después del parto para este efecto.  En el Congo la savia se instila en el ojo para eliminar los parásitos, y en Malawi las hojas trituradas en agua se frotó en el oído para dolor de oído. Una traza de alcaloide ha sido reportado que está presente en las hojas. La raíz en polvo se ha usado preparada como una pasta para aplicación externa para el cáncer de mama en Nigeria. igual que el ajo, toda la planta tiene propiedades repelentes de los cocodrilos.

## Distribución
Es una planta herbácea que crece hasta los 80 cm de altura. Se cultiva y se consume sobre todo en el suroeste de Nigeria, y también en lugares tan lejanos como Yemen, Sudáfrica, y las islas del Océano Índico. 

## Taxonomía
Crassocephalum rubens fue descrita por (Juss. ex Jacq.) S.Moore y publicado en Journal of Botany, British and Foreign 50: 212. 1912.
Variedades
- Crassocephalum rubens var. rubens
- Crassocephalum rubens var. sarcobasis (Bojer ex DC.) C.Jeffrey & Beentje

Sinonimia
var. rubens 
- Cacalia uniflora Schumach. & Thonn.
- Crassocephalum cernuum (L.f.) Moench
- Cremocephalum cernuum Cass.
- Gynura rubens (Juss. ex Jacq.) Muschl.
- Senecio cernuus L.f.
- Senecio rubens Juss. ex Jacq.

var. sarcobasis (Bojer ex DC.) C.Jeffrey & Beentje
- Crassocephalum sarcobasis (Bojer ex DC.) S.Moore
- Gynura sarcobasis Bojer ex DC.[4]